# Політ золотої мушки
«Політ золотої мушки» (робоча назва — «Хроніки») — український комедійно-драматичний фільм, знятий Іваном Кравчишиним за мотивами збірки оповідань «Бурачковицькі хроніки» Богдана Волошина. Стрічка у трьох новелах розповідає про жителів села Бурачковичі на заході України, які опиняються в різних комічних ситуаціях. У головних ролях — Софія Кравчишин, Сергій Великий, Олег Цьона, Володимир Процюк, Тарас Бобеляк, Богдан Юсипчук, Наталя Олексів та Анна Назаревич. Фільм був показаний 17 липня 2015 року в національному конкурсі на Одеському міжнародному кінофестивалі. В український широкий прокат стрічка вийшла 25 лютого 2016 року.

## Сюжет
Маленька дівчина з чоловічим ім'ям Микола розказує три однакові історії про бика, зосереджуючись на трьох умовних періодах життя селян: перша  — «Ґранда» про галицький футбол (народження), друга — «Полонез Швідерського» про галицьке весілля, третя — «Тестамент» про галицький заповіт (смерть). Всі три історії пов'язані між собою героями, хоча мають різні сюжетні лінії.

### «Ґранда»
У першій частині — під час футбольної гри у жінки воротаря команди «Бурачковичі» починаються пологи. Він бігає між пологовим будинком і футбольним майданчиком, але його команда врешті-решт програє і вирішує за традицією розібратися із суперником в інший спосіб, а саме жене їх всім селом, спалює сільраду, стирту і зупиняє потяг, в якому їхав міжнародний посол. Через аварійну зупинку офіціант виливає на чоловіче майно дипломата гарячу каву і починається міжнародний скандал, який ледь не призводить до Третьої світової війни.

### «Тестамент»
У третій частині — двоє гуцулів везуть до нотаріуса тіло щойно померлого батька, щоб отримати тестамент. Але той каже, що потрібно довідка про смерть. Вони змушені пакувати мертвого дзідзя в авто і їхати в місто до лікаря, але того немає на місці. Гуцули повертаються до нотаріуса і дізнаються, що дзідзьо половину майна відписав товариству «Просвіта», а іншу половину — під майбутню амбасаду Канади у Львові. Розчарувавшись, вони повертаються до свого села, де бачать як блискавка влучає в дзідзьову хату  — і та згорає під спостереженням жителів села.

## У ролях
- Софія Кравчишин — Микола[1]
- Сергій Великий
- Олег Цьона — батько Миколи[5]
- Ярослав Федорчук — тренер футбольної команди
- Володимир Процюк
- Тарас Бобеляк
- Богдан Юсипчук
- Наталя Олексів
- Анна Назаревич
- Дмитро Сенітович — покійний дзідзьо[1]
- Володимир Пантелюк — староста на весіллі[6]

## Виробництво

### Розробка
Ідея відзняти фільм з'явилася в режисера Івана Кравчишина ще на початку 1990-х років, коли він прочитав новелу «Тестамент» письменника Богдана Волошина у газеті «Ратуша». Під час знайомства з ним, режисер отримав дозвіл на екранізацію, і згодом написав сценарій. «Ми не знімаємо про гуцулів і не знімаємо про бойків — ми знімаємо про галичан загалом. Це маленька самодостатня цивілізація, яка живе в центрі Європи. Вона нікому не хоче сподобатися, вона нікого не хоче смішити — вона така є. Я хочу такими цих людей і показати.» — заявив Кравчишин про суть ідеї фільму. Він також додав, що, попри галицьку говірку, суть фільму зрозуміє кожний. На кіностудії імені Олександра Довженка сценарій фільму попросили доповнити (Кравчишин додав другу новелу) і врешті-решт дозволили знімати. Але через кризу в 1994 році зйомки припинилися і проект був скасований
У 2010 році Іван Кравчишин, додавши до сценарію третю новелу, представив проект під робочою назвою «Хроніки» на пітчингу художньо-експертній раді Державного агентства України з питань кіно, і отримав одну з найвищих оцінок. Бюджет стрічки склав 16 мільйонів гривень: половина суми була надана державою, решта — цілою низкою інвесторів, зокрема студіями Orka та Synhro з Польщі та Австрії відповідно.

### Зйомки
Зйомки розпочалися на початку квітня 2013 року і проходили на хуторі Великий Ходак в Івано-Франківській області, окремі кадри були відзняті в Добромилі Львівської області. За чотири місяці зйомок було збудовано 16 декорацій. Сцену з весіллям на хуторі знімали кілька тижнів, так як місцеві жителі поралися з сіном, а звозити немісцевих для масових сцен режисер Іван Кравчишин відмовився.

### Кастинг
До зйомок фільму було залучено непрофесійних акторів із театрів Львова, Тернополя та Івано-Франківська, а масовку режисер Іван Кравчишин набрав із місцевих жителів тих сіл, де відбувалися зйомки.

### Постпродакшн
По завершенні зйомок «Політ золотої мушки» монтували приблизно п'ять місяців. Кольорокорекцію було зроблено в Польщі на студії Orka. Частину комп'ютерної графіки зробила студія Synhro з Австрії. Також до виробництва стрічки була залучена польська компанія Otwarte Okenko.

## Випуск
17 липня 2015 року «Політ золотої мушки» був показаний в національному конкурсі на Одеському міжнародному кінофестивалі. 24 липня 2015 року в Львові відбувся допрем'єрний показ фільму в рамках літньої школи Міжнародного інституту освіти культури та зв'язків з діаспорою «Крок до України». В український широкий прокат стрічка вийшла 25 лютого 2016 року
Також ведуться переговори з каналами ICTV та «СТБ» щодо телевізійного показу.

## Сприйняття
Фільм отримав змішані відгуки критиків. Низка кінокритиків схвально відгукнулися про фільм, зокрема у своєму огляді КіноГляд видання PlayUA кінокритик Лесь Якимчук відгукнувся про стрічку дуже позитивно назвавши її "нашим, своїм Кустуріцею, а оглядачка видання Телекритика Олена Коркодим після показу стрічки на ОМКФ-2015 описала стрічку як «дуже смішну й трохи філософську». Оглядачка видання ZIK Катерина Гладка зазначила, що це "кіно, без сумніву, чіпляє не лише своїм наївним легким гумором, а й режисерським поглядом на гуцулів і їхнє життя. «Політ..» — це енциклопедія національних вад і достоїнств, це іронія над бюрократичною системою і над сільським устроєм, коли навіть довідка про смерть стає цілою пригодою. Хоча були й негативні відгуки на стрічку й в опитуванні видання «Бюро української кіножурналістики» українські кінокритики назвали «Політ золотої мушки» як одну з найгірших кінострічок 2015 року.
Від звичайних глядачів фільм отримав позитивні відгуки і у соцмережах українські глядачі залишили дуже позитивні відгуки про фільм.

## Визнання
| Нагороди та номінації фільму «Політ золотої мушки» | Нагороди та номінації фільму «Політ золотої мушки»                    | Нагороди та номінації фільму «Політ золотої мушки» | Нагороди та номінації фільму «Політ золотої мушки» | Нагороди та номінації фільму «Політ золотої мушки» | Нагороди та номінації фільму «Політ золотої мушки» |
| Рік                                                | Нагорода                                                              | Категорія                                          | Номінант                                           | Результат                                          | Дж.                                                |
| -------------------------------------------------- | --------------------------------------------------------------------- | -------------------------------------------------- | -------------------------------------------------- | -------------------------------------------------- | -------------------------------------------------- |
| 2015                                               | Одеський міжнародний кінофестиваль 2015                               | Найкращий фільм (Національна конкурсна програма)   | «Політ золотої мушки»                              | Номінація                                          | [ 7 ]                                              |
| 2015                                               | Відкритий кінофестиваль країн СНД, Латвії, Литви та Естонії «Кіношок» | «Золота лоза» за найкращий фільм                   | «Політ золотої мушки»                              | Номінація                                          | [ 15 ]                                             |
| 2015                                               | Відкритий кінофестиваль країн СНД, Латвії, Литви та Естонії «Кіношок» | Найкраща музика                                    | Роман Дудчик, Любко Маріаш                         | Перемога                                           | [ 15 ]                                             |